# Androcorys spiralis
Androcorys spiralis är en orkidéart som beskrevs av Tang och Fa Tsuan Wang. Androcorys spiralis ingår i släktet Androcorys och familjen orkidéer. Inga underarter finns listade i Catalogue of Life.